# Peter Schat
Peter Ane Schat (né le 5 juin 1935 à Utrecht et décédé le 3 février 2003 à Amsterdam) est un compositeur néerlandais, ayant notamment travaillé sur la micro-intervalle et les musiques micro-tonales.

## Biographie

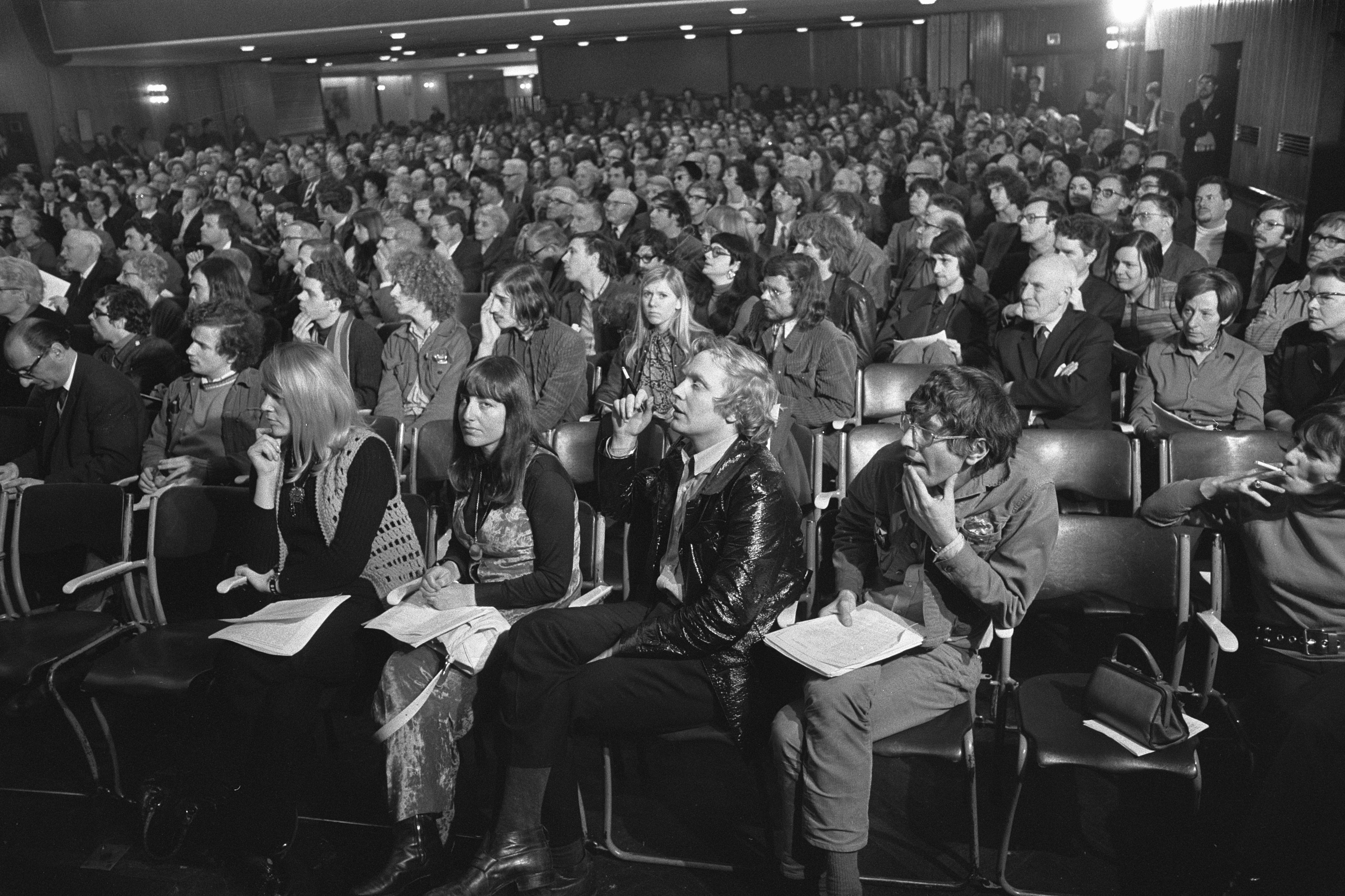
Peter Schat et Reinbert de Leeuw lors d'un concert de l'Orchestre royal du Concertgebouw en avril 1970

Il étudie la composition avec Kees van Baaren au conservatoire d'Utrecht et au conservatoire royal de La Haye, de 1952 à 1958.
Il part ensuite étudier à Londres en 1959, avec Mátyás Seiber.
Entre 1960 et 1961 il étudie avec Pierre Boulez à Basle.
Son système musical est décrit dans NRC Handelsblad en 1982.
Il publie trois ouvrages intitulés De toonklok: essays en gesprekken over muziek (1984), De wereld chromatisch (1989) et The tone clock (1993).
C'est, en février 1969, un des fondateurs de l'Amsterdamse Studio voor Elektro-Instrumentale Muziek (STEIM).
Il décède en 2003 d'un cancer.

## Œuvres

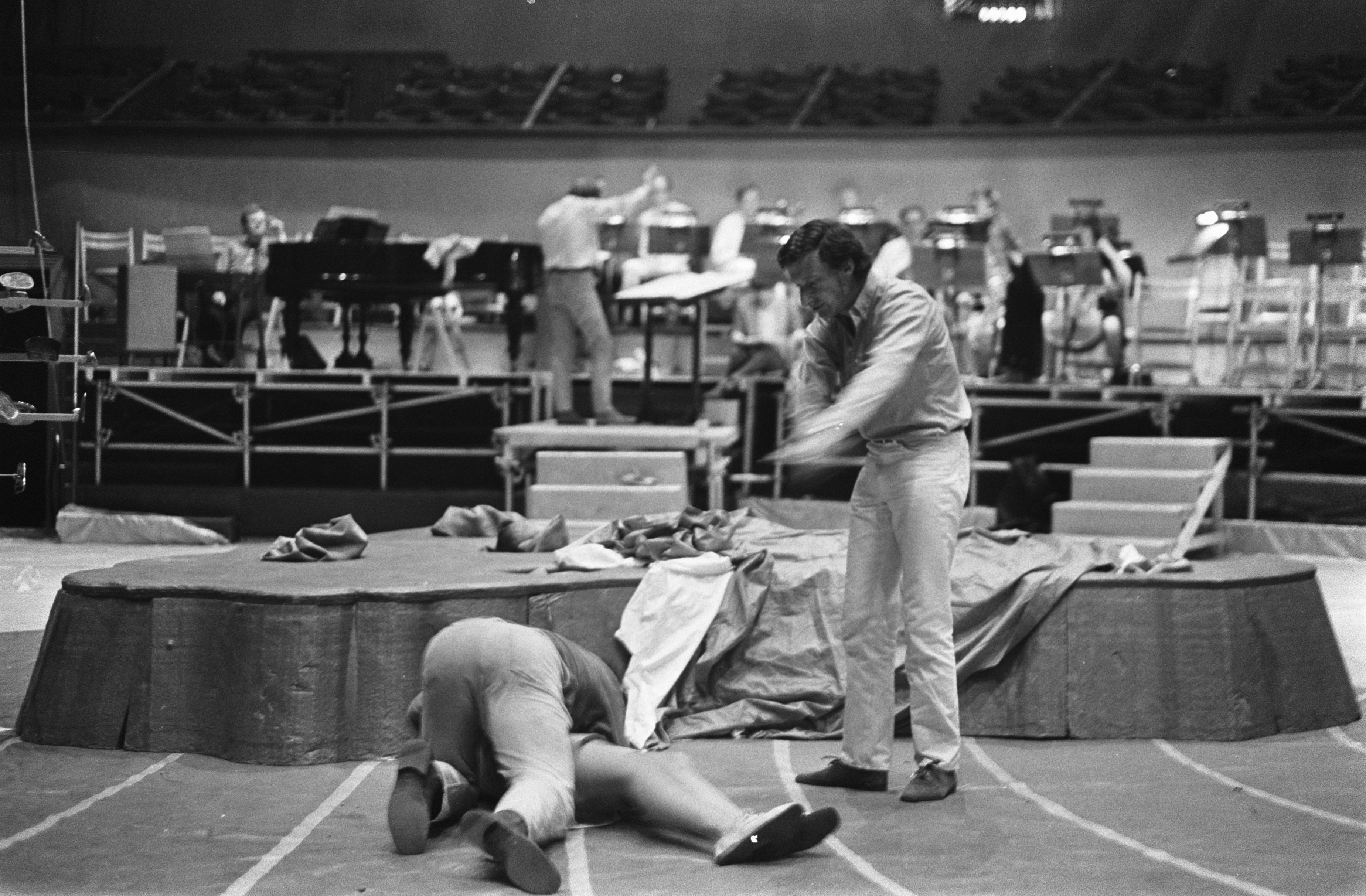
Répétition de l'opéra Reconstructie

Quelques œuvres majeures de Peter Schat (pour une liste complète, voir Oeuvre van Peter Schat) :
Orchestre
- Mozaïeken (1959)
- Concerto da camera (1960) voor klein orkest

Musique de chambre
- Oktet (1958)
- Improvisations and symphonies (1960)
- Signalement (1961)
- First essay on electrocution (1966)
- Hypothema (1969)

Chorales
- The fall (1960)
- Het vijfde seizoen (1973)
- Adem (1984)
- Een Indisch requiem (1995)

Opéra et théâtre
- Labyrint (1966)
- Reconstructie (nl) (1969)
- Houdini (1977)
- Aap verslaat de knekelgeest (1980)
- Symposion (1989)

Pièces pour piano
- Variaties (1956)
- Inscripties (1959)
- Anathema (1969)
- Polonaise (1981)

Autres
- Passacaglia en Fuga (1954)
- Thema
- To you
- Canto General
- Kind en Kraai
- De Hemel (1991)

### Ouvrages
- (nl) De toonklok : essays en gesprekken over muziek, Amsterdam, Meulenhoff/Landshoff, 1984, 182 p. (ISBN 978-90-290-8472-7)
- (nl) De wereld chromatisch : een muzikaal reisverslag, Amsterdam, Meulenhoff/Landshoff, 1988, 147 p. (ISBN 978-90-290-8105-4)
- (en) The tone clock, Chur, Harwood Academic Publishers, coll. « Contemporary music studies » (no 7), 1993, 393 p. (ISBN 978-3-7186-5369-0, lire en ligne)